# Luciano Sgheiz
Luciano Sgheiz (Colico, 20 dicembre 1941) è un ex canottiere italiano.

## Biografia
Nacque a Colico sul Lago Lario. Anche suo fratello maggiore Romano Sgheiz fu canottiere di caratura internazionale. Si allenava presso il circolo del G.S. Moto Guzzi.
Nel 1963 conquistò l'argento agli Europei di Copenaghen con il "quattro senza" insieme al fratello Romano, a Giovanni Zucchi e Fulvio Balatti. Ai Giochi del Mediterraneo di Napoli 1963 vinse la medaglia d'oro con lo stesso equipaggio.
L'anno seguente partecipò alle Olimpiadi nelle competizioni di Tokyo 1964, dove con il "quattro senza" giunse quinto. Con la stessa imbarcazione, si aggiudicò una medaglia di bronzo ai successivi Europei di Amsterdam, sempre nel 1964. 
Chiuse la propria carriera al termine dei Giochi olimpici estivi di Città del Messico 1968, dove il "quattro con" si fermò ai piedi del podio, conquistando il quarto posto della classifica generale. 